# Linia kolejowa nr 49
Linia kolejowa nr 49 – jednotorowa, niezelektryfikowana linia kolejowa znaczenia miejscowego łącząca stację Śniadowo ze stacją Łomża. Oddana do użytku w 1915 roku. Na linii prowadzony jest jedynie ruch towarowy. Przewozy pasażerskie zostały zawieszone 22 maja 1993 roku i zastąpione kolejową komunikacją autobusową, która funkcjonowała do kwietnia 2000 roku.
W 2014 roku marszałek województwa podlaskiego przyznał PKP Polskim Liniom Kolejowym dotację na studium dotyczące rewitalizacji linii kolejowej nr 49 na odcinku Śniadowo – Łomża. 
W 2018 linią kolejową nr 49 w miesiącu przejeżdżało średnio około 35 pociągów.
W ramach programu rządowego Kolej Plus w 2023 r.  PKP PLK S.A. oraz samorząd województwa podlaskiego podpisały umowę, która zakłada rewitalizację linii kolejowych nr 36 i 49 z Łap przez Śniadowo do Łomży, co umożliwi powrót połączeń pasażerskich na tej trasie. W listopadzie 2024 r. otwarto oferty w przetargu na realizację tej inwestycji.

## Przebieg linii
Linia kolejowa nr 49 rozpoczyna się na stacji kolejowej Śniadowo, odchodząc od linii kolejowej nr 36 w kierunku północnym. Linia kończy się na stacji Łomża w centrum miejscowości. Linia przebiega przez powiat łomżyński oraz miasto Łomża.

## Parametry techniczne
Prędkością maksymalną na całej linii (zarówno dla ruchu towarowego jak i pasażerskiego) jest 20 km/h (prędkość konstrukcyjna wynosi 80 km/h).